# Handan
Handan je mesto na ravni prefekture na jugozahodu kitajske province Hebei.  Na severu meji na Šingtaj, na zahodu na  Šanši, na jugu na Henan na vzhodu na Šandong. Leta 2010 je imel 9.174.683 prebivalcev, od katerih jih je 2.845.790 živelo v urbanem delu mesta. Mesto ima pet mestnih okrožij. Okrožji Jongnian v Handanu in mesto Šahe v Šingtaju tvorita nekakšno somestje. 
Handan je eno najstarejših mest na Kitajskem, naseljeno od leta 6500 pr. n. št. s kulturo Cišan. Skozi svojo  dolgo zgodovino je pomembno prispevalo h kitajski kulturi, saj je bilo glavno mesto države Džao, politično, gospodarsko in kulturno središče severne Kitajske ter dom tai čija in prvega kompasa, narejenega iz kamnov z bližnje gore Ci (Magnetna gora). Handan velja za eno od kitajskih pomembnih zgodovinskih in kulturnih mest.

## Etimologija
Ime mesta Handan (kitajsko 邯郸) je ostalo nespremenjeno več kot 2000 let. Prvič se je pojavilo med vladavino kralja Džova iz Šanga v Bambusnih letopisih.
Slovar iz dinastije Tang pojasnjuje, da je "Han" (kitajsko 邯) ime bližnje gore (Hanšan), "Dan" (kitajsko 单) pa pomeni "konec gore" z dodanim radikalom (kitajsko 阝), ki označuje mesto. "Handan" torej pomeni "mesto ob vznožju gore Han". Ta razlaga je bila splošno sprejeta do odkritja zapisa na žadu v Houmiju, Šanši. leta 1965. V tem napisu je  "Dan" v Handanu zapisan s pismenko 丹, ki pomeni "rdeče", kar je vodilo do druge razlage. Handan naj bi bil tako imenovan zato, ker je bila gora Han rdečkasto vijolične barve. 

## Zgodovina
Handan, nekoč z okljukom reke Džang dobro branjen pred napadi z juga, je bil v obdobju vojskujočih se držav (5.–3. stoletje pr. n. št.) mesto v državi Džao in za  Džongmujem druga prestolnica države. Kralj Vuling iz Džaa je Džao spremenil v enega najmočnejših sovražnikov države Čin. Bil je pionir v uporabi obzidja za zavarovanje svojih meja in s tem morda navdihnil gradnjo Velikega kitajskega zidu. Mesto je  po  osvojitvi Džaa, razen poveljstva Dai,  prikjučila država Čin. V Handanu je bil rojen prvi kitajski cesar Čin Ši Huang,  ki je po osvojitvi Džaa ukazal vse sovražnike svoje matere žive pokopati.  
Na začetku dinastije Han je bil Handan Liu Bangovo oporišče za zatiranje Čen Šijevega upora v letih 197 in 196 pr. n. št. Ob koncu dinastije Han v zgodnjem 3. stoletju n. št.  je še vedno veljal za regionalno središče kulture in trgovine, potem pa je počasi propadal, morda zaradi številnih bitk, ki so pustošile po severni Kitajski po dinastiji Han, vendar je vse do dinastije Čing (1644–1911) ohranil sloves proizvajalca finega porcelana cidžov. V 19. stoletju je bil rojstni kraj tai čija v slogu jang, enem od petih glavnih slogov tai čija. 
Večina starodavnega mesta ni več vidna. Sodobni park Congtai se nahaja na mestu zgodovinskega dvora Džaa. Ob parku Congtai je legendarni most Šuebu (学步桥) ali "most učenja hoje". Legenda pravi, da je plemič iz države Jan slišal za posebej eleganten handanski način hoje. Ko je prispel v Handan, je več tednov poskušal obvladati handanski slog hoje po mostu, vendar mu to ni uspelo. Med učenjem je pozabil hoditi normalno in se je moral domov plaziti. Zgodba je navdihnila kitajski izraz "naučiti se handanske hoje" (邯郸学步, Hándān xué bù), ki pomeni, da se s preveč intenzivnim učenjem nečesa težkega pozabi na osnove.
Bližnje Šjangtangšanske jame vsebujejo ogromne kipe Bude, vklesane v pobočje gore, nekatere iz 6. stoletja. Veliko kipov so močno poškodovale invazijske japonske sile med drugo svetovno vojno. Za Japonce je bil Handan pomemben zlasti zaradi zalog premoga. 
Leta 2007 je bil v Handanu največji bančni rop v zgodovini Kitajske.